# لورانس دبليو. هال
لورانس دبليو. هال (بالإنجليزية: Lawrence W. Hall) هو محامي وقاضي وسياسي أمريكي، ولد في 1819 بمقاطعة ليك في الولايات المتحدة، وتوفي في 18 يناير 1863 ببوسايروس في الولايات المتحدة. حزبياً، نشط في الحزب الديمقراطي. وقد انتخب عضو مجلس النواب الأمريكي.